# スリバチ級給兵艦
スリバチ級給兵艦（英語: Suribachi-class ammunition ship）は、アメリカ海軍が運用していた給兵艦の艦級。1956年から1959年にかけて5隻が就役した。アメリカ海軍が第二次世界大戦後初めて新規に建造した給兵艦である。
基本計画番号は、初期建造艦2隻ではSCB-114、後期建造艦3隻ではSCB-114Aであることから、後者を特にニトロ級として区別することもある。

## 改修
1960年代には、全艦が艦尾甲板上の3インチ連装砲2基を撤去してヘリコプター甲板を設置する改修を受けた。一方、当初3インチ連装砲はMk.63 砲射撃指揮装置による管制を受けていたが、これは1977年から1978年にかけて撤去された。
AN/SPS-6対空捜索レーダーも後日撤去されている。AN/SLQ-32電波探知装置とMk 36 SRBOCの後日装備が計画されたが、これはネームシップにしか適用されなかった。

## 同型艦
| 計画番号 | #     | 艦名                       | 起工            | 進水           | 就役            | 退役            | その後                                          | 出典 |
| -------- | ----- | -------------------------- | --------------- | -------------- | --------------- | --------------- | ----------------------------------------------- | ---- |
| SCB-114  | AE-21 | スリバチ USS Suribachi     | 1955年 1月31日  | 1955年 11月2日 | 1956年 11月17日 | 1994年 12月2日  | 2009年、スクラップとして売却                    |      |
| SCB-114  | AE-22 | マウナ・ケア USS Mauna Kea | 1955年 5月6日   | 1956年 5月3日  | 1957年 3月30日  | 1996年 12月12日 | 2006年7月12日、リムパック演習の標的艦として撃沈 |      |
| SCB-114A | AE-23 | ニトロ USS Nitro           | 1957年 5月20日  | 1958年 6月25日 | 1959年 5月1日   | 1995年 4月28日  | 国防予備船隊にて保管                            |      |
| SCB-114A | AE-24 | パイロ USS Pyro            | 1957年 10月21日 | 1958年 11月5日 | 1959年 7月24日  | 1994年 5月31日  | 2012年、スクラップとして解体。                  |      |
| SCB-114A | AE-25 | ハレアカラ USS Haleakala   | 1958年 2月3日   | 1959年 2月17日 | 1959年 11月3日  | 1993年 12月10日 | 1994年3月28日、スクラップとして売却。           |      |